# Еда (телеканал)
«Еда» — общероссийский познавательный телеканал производства петербургской телекомпании ООО «Столет», посвященный кулинарии. Вещает одновременно в обычном и высоком качестве.

## О телеканале
В эфире только новые программы, не старше 2012 года. В 2015 году вещание полностью перешло на отечественные передачи производства телекомпании «Пи-Столет» (ранее четверть экранного времени занимали лучшие мировые кулинарные шоу от известных шеф-поваров).

## Эфирные программы собственного производства
— передача с регулярными новыми выпусками,  — передача с ежедневными повторами,  — передача с еженедельными повторами,  — передача с нерегулярными повторами,  — сезонная передача,  — передача снята с эфира.

### сИльёй Лазерсоном
- «Царь плиты. Сезон 2» (2019)
- «Братья по сахару» (2019)
- «Царь плиты» (2018)
- «Кухня по заявкам» (2017)
- «Лазерсон. Гриль» (2016)
- «Банкет. Фуршет. Недорого» (соведущий — Кирилл Набутов, 2016)
- «КПЗ» («Кухня по заявкам», приготовление блюд в прямом эфире по предварительно выбранной телезрителями теме, 2015)
- «Высший пилотаж» (соусы, 2013)
- «Принципы Лазерсона» (практические особенности приготовления различных блюд, 2014)
- «Лазерсон. Любимое» (2013)
- «Мировой повар» (кухня народов мира, 2012)
- «Обед безбрачия» (кулинария для мужчин, 2012)
- «Завтрак в постель» (2010, ранее выходила на каналах «Женский мир» и «Тонус ТВ»)
- «Кулинарный ликбез» (2008, ранее выходила на каналах «Женский мир» и «Тонус ТВ»)

### с Сергеем Малаховским
- «Птица. От филе до фарша» (2014)
- «Рыба. От филе до фарша» (2014)
- «Рыба на природе» (2014)
- «Мясо. От филе до фарша» (2012)
- «7 нот вегетарианской кухни» (2012)

### с Антоном Абрезовым
- «Субпродукты» (2016)
- «Рыба и гриль» (2016)
- «G значит гриль» (2015)
- «Завтрак» (2014)

### с Константином Балахановым
- «Безумный Балаханов. Нюансы» (2013)
- «Кастрюля в ухе, или безумный Балаханов» (2012)

### с Рустамом Тангировым
- «Запасайся кто может» (консервирование продуктов, 2014)
- «Красивая подача» (2012)

### с Евгенией Баруковой
- «Реально! Кондитер» (2017)
- «Реально! Кондитер. Базовые рецепты» (2016)
- «Теле-теле-тесто» (2015)

### с Настей Латовой
- «Смузи» (2016)
- «Сласти от Насти» (2013)
- «Кофе» (2013)

### с Женей Сельдереем
- «Огонь по Сельдерею» (кухня на открытом огне, 2014)
- «Не кисло! Идеи для ваших вечеринок» (2012)

### с Ильей Литвяком
- «Гости, на кухню!» (2018)
- «Тайна Блюда» (2017)
- «Минус 18» (2016)

### с Марией Решетниковой
- «ДЕСЕРТация» (2018)
- «Привет, Италия!» (2017)

### с Аленой Изюмской
- «Первое, второе, третье» (2018)
- «XXS» (2012)

### с Катрин Баер
- «Выпечка для чайников» (2020)
- «Без лактозы» (2019)
- «Без глютена» (2019)

### Кулинарные передачи

#### 2020 г.
- «Как здесь едят» с Мариной Мироновой

#### 2019 г.
- «Завтрак на завтра» с Михаилом Степановым
- «Гастрономическая карта России. Териберка» с Максимом Твороговым
- «Гастрономическая карта России. Карелия» с Максимом Твороговым
- «Самая что ни на Есть Польша» с Евдокией Санько
- «#ППпофану» с Евгением Ермолаевым

#### 2018 г.
- «Во блин!» с Михаилом Степановым
- «Пицца» с Джанни Тицци
- «Паста» с Джанни Тицци
- «Бургер» с Дмитрием Щербаковым
- «Ужин? Не проблема!» с Анной Александровой
- «Чтобы похудеть» с Кириллом Гусевым
- «Исключительная еда» с Юлией Макиенко

#### 2017 г.
- «Полный пельмень» с Петром Пахомовым
- «Тартар» с Дмитрием Щербаковым
- «Карпаччо» с Дмитрием Щербаковым
- «Яйца в профиль и анфас» с Михаилом Степановым
- «ТОП-100»
- «Суповарение» с Мариной Наумовой
- «Кто готовит — тот не моет» с Катей Скворцовой

#### 2016 г.
- «Жарка в натуре» с Петром Пахомовым
- «Дежурный по кухне»
- «Сырники без комплексов» с Петром Пахомовым
- «Десерты Лайт» с Ольгой Клим
- «Маргарита и мастера» с Маргаритой Ганичевой
- «Правило тарелки» с Марком Окунем

#### 2015 г.
- «Пряная луна и сладкий ветер» с Леонидом Затуливетровым (блюда Индокитая)
- «Если ужин быстро нужен» с Катей Скворцовой
- «В мундире и без» с Михаилом Степановым (блюда из картофеля)
- «Была бы тарелка, а повод найдётся» с Александром Дмитриевым (праздничные блюда)
- «Белорусская кухня» с Сергеем Речкаловым
- «Армянская кухня» с Мамиконом Плузянцем
- «Сладкие шалости» с Настей Ягодкиной

#### 2014 г.
- «Небанальная кухня Павлова» с Владимиром Павловым
- «Дети, за стол!» с Денисом Дмитровским
- «Еда лайт» с Максимом Твороговым (блюда до 500 килокалорий)
- «Грузинская кухня» с Георгием Мтвралашвили
- «Узбекская кухня» с Голибом Саидовым

#### 2013 г.
- «Удиви меня вкусно» с Дмитрием Рудаковым и с приглашёнными поварами
- «Мультиповар»(рецепты для мультиварки)
- «Три соуса» с Константином Вагу
- «Чай» с Денисом Шумаковым
- «Высокий бас & повар-класс» с / Андреем Власовым (старинные рецепты)

#### 2012 г.
- «Зощенко. Сладкие рассказы» с Верой Зощенко
- «Коктейли»

### Прочие
- «Без запретов» с диетологом Андреем Бобровским и с Соней Фастеевой (2016)
- «Еда test» с Дмитрием Кузеняткиным (продуктовые лайфхаки, 2016)
- «Что едим, профессор?» с профессором Александром Ишевским и с Соней Фастеевой (2015)
- «Сомелье» с Николаем Чащиновым (2015)
- «Чайная церемония» со Светланой Французовой (2012)
- «Карвинг» (2012)

## Межэфирные вставки
— передача с еженедельными повторами,  — снятые с эфира.
- «Ножи» (2018)
- «Молекула вкуса» с Марией Решетниковой (2017)
- «Вопросы о еде» с Андреем Бобровским (2016)
- «Азы про тесто» с Евгенией Баруковой (2016)
- «Что едим?» с Александром Ишевским (2015)
- «Надо не надо» с Ильёй Лазерсоном (вкратце о нюансах обработки продуктов, 2015)
- «Этикет» с Анной Валл (2014)
- «Искусство разделки» с Анатолием Бордияном (2014)
- «От укропа до сиропа» (о разных продуктах вкратце, 2013)
- Приготовление напитков[к 2]

## Онлайн-программы
— передача с регулярными новыми выпусками,  — архивная передача.
- «Максимально просто!» с Максимом Твороговым (2020)
- «Сделай как я» с Владимиром Павловым (2015)[к 3]
- «Принципы Лазерсона ONLINE» с Ильёй Лазерсоном (2014)
- «Мастер-класс» (кулинарные вебинары с приглашёнными поварами, 2013—2014)
- «Кухня по заявкам» (каждый четвертый четверг месяца)

## Эфирные программы зарубежного производства
- «Кулинарные жемчужины Европы»
- «С ложкой по свету»
- «Исчезающая еда»
- «Моя шведская кухня»

## Награды
- Финалист Национальной премии в области спутникового, кабельного и интернет телевидения «Золотой луч» 2012[1].
- Победитель премии «Большая Цифра 2013» в категории «Новое Российское телевидение», в номинации «Лучший HD телеканал»[2].
- Обладатель специальной номинации от «Триколор ТВ»[2].
- Лауреат премии «Золотой луч» 2014 в номинации «Дизайн и стиль телеканала»[3].
- Лауреат премии «Большая Цифра 2015» в категории «Телеканалы», в номинации «Телеканал о кулинарии»[4].
- Обладатель премии «Золотой сайт 2015» в категории «Мобильный сайт»[5].
- Лауреат премии «Большая Цифра 2017» в категории «Телеканалы», в номинации «Телеканал по интересам (хобби)»[6].
- Лауреат премии «Большая Цифра 2018» в категории «Телеканалы», в номинации «Телеканал по интересам: домоводство и кулинария»[7].
- Лауреат премии «Большая Цифра 2018» в категории «Телеканалы», в номинации «Лучшая программа о кулинарии»[8].
- Третье место премии «Tagline Awards» 2018 в номинации «Лучший сайт медиа/ СМИ»[9].
- Лауреат премии «Большая Цифра 2019» в категории «Телеканалы», в номинации «Телеканал по интересам: кулинария»[10].
- Третье место в конкурсе «Золотой сайт-2018» в номинации «Сайт СМИ»[11].
- Победитель в номинации «Лучший телеканал про еду и кухню» на ежегодном форуме «Multiservice (Muse)» в премии «Альтернатива 2019»[12].
- Второе место в конкурсе «Рейтинг Рунета-2019» в номинации «СМИ, издательства»[13].
- Третье место в конкурсе «Золотое приложение» в номинации «Еда и напитки»[14].

## FoodTime
FoodTime (до 8 августа 2017, Еда HD - до 31 октября 2022, Еда Премиум) — это микс ярких путешествий и уникальных рецептов, истории создания блюд и тысячи ценных советов. Телеканал сохранит высокие стандарты качества вещания и сфокусируется на гастрономическом шоу-формате. Телеканал начал вещание 1 июля 2012 года.

## Вещание

### Кабельное вещание
- Билайн
- МТС
- Мегафон
- Ростелеком
- Дом.ру
- Netbynet
- Таттелеком
- Bashtel

### Спутниковое вещание

#### Еда
| Спутник                  | Оператор | Частота вещания, MHz | Поляризация | Формат видеосжатия | Кодирование | Скорость потока, SR | FEC |
| ------------------------ | -------- | -------------------- | ----------- | ------------------ | ----------- | ------------------- | --- |
| Eutelsat 36А (36° в. д.) | Триколор | 12111                | левая       | MPEG-4             | DRE         | 27500               | 3/4 |

#### Food Time (ех. Еда Премиум)
| Спутник                  | Оператор        | Частота вещания, MHz | Поляризация | Формат видеосжатия | Кодирование | Скорость потока, SR | FEC |
| ------------------------ | --------------- | -------------------- | ----------- | ------------------ | ----------- | ------------------- | --- |
| Bonum-1 (56° в. д.)      | Триколор Сибирь | 12226                | левая       | MPEG-4             | DRE         | 21500               | 2/3 |
| Eutelsat 36B (36° в. д.) | Триколор        | 11766                | левая       | MPEG-4             | DRE         | 30000               | 3/4 |